# Bernhard Bramlage
Bernhard Bramlage (* 23. Juni 1949 in Friesoythe) ist ein deutscher Politiker der SPD und war von 2001 bis 2016 Landrat im Landkreis Leer.

## Ausbildung und Beruf
Bernhard Bramlage leistete nach seinem Abitur im Jahre 1968 zunächst den Grundwehrdienst in Rheine ab. Im Anschluss daran studierte er in der Zeit von 1969 bis 1976 Rechtswissenschaften an der Universität Bielefeld. 
Von 1976 bis 1978 absolvierte er seine Referendarzeit in Konstanz und arbeitete von 1976 bis 1979 parallel als wissenschaftliche Hilfskraft an der Universität Konstanz.
Im Jahr 1979 übernahm er die Leitung des Rechtsamtes bei der Stadt Delmenhorst. Diesen Posten hatte er bis zu seiner Wahl zum Stadtrat (Wahlbeamter) bei der Stadt Delmenhorst im Jahr 1983 inne. Nach drei Jahren wurde er im Jahr 1986 Stadtdirektor und damit allgemeiner Vertreter des Oberstadtdirektors in Delmenhorst. Diesen Posten übte Bernhard Bramlage bis zum Jahr 1993 aus.
In der Zeit von 1993 bis 1997 war Bernhard Bramlage Stadtdirektor in Northeim.
Im Jahr 1997 erfolgte der Wechsel zum Landkreis Leer. Dort hatte er in der Zeit von 1997 bis 2001 den Posten des Ersten Kreisrates inne. 
2001 wählten die Bürger Bramlage mit 51,5 Prozent zum Landrat Landrat des Landkreises Leer.
Bei der Kommunalwahl 2006 wurde er mit 67,7 Prozent der Stimmen in seinem Amt bestätigt und auf acht Jahre gewählt.
Bei der vergangenen Landratswahl am 25. Mai 2014 wurde er mit 76,5 Prozent wieder gewählt.